# Сальтстрёумен
Сальтстрёумен (норв. Saltstraumen) — приливное течение в Северной Норвегии.
Происходит в проливе длиной 3 км и шириной 150 м, связывающем Сальтен-фьорд и Шерстад-фьорд с морем. Считается одним из сильнейших в мире приливных течений. Около 400 миллионов кубических метров воды протекают в одном цикле на скорости, доходящей до 37 км/ч. Вода при этом образует водовороты диаметром до 12 метров и 4-5 метров в глубину с поверхности. Происходит этот феномен четыре раза в день. Координаты: 67°13′44″ с. ш. 14°36′55″ в. д.